# ラートクラバン区
ラートクラバン区（ラートクラバンく、タイ語: เขตลาดกระบัง）は、タイ王国バンコク都の50ある区（ケート）の一つで、東部にある大きな区である。

## 名称
日本語では表記の揺れが大きく、ラカバンなどの表記も見られる。タイ語の発音ではラカバンに近い。

## 地理
群のほとんどが湿地帯であり、農業用の運河が張り巡らされている。

## 歴史
2005年10月、スワンナプーム国際空港開設により、サムットプラーカーン県の一部と共にナコーンスワンナプーム県が設置される計画があがった。ただし、2007年4月の時点では、まだ、この計画は施行されていない。

## 経済
湿地帯には運河が張り巡らされており、フアタケーには、運河を利用した木造の水上家屋の商店街も残っており、ボートによる人員輸送も健在である。
ラートクラバン区には、タイ王国屈指の工学系大学であるモンクット王工科大学ラートクラバン校がある。バンコク中心部とは、道路と鉄道で結ばれている。
工業団地が建設され、企業の進出が進められている。
輸出入海上コンテナ取扱いのバンコク港からの移転を促進し、バンコク港のあるクローントゥーイ区の交通渋滞を緩和するため、工業団地内にタイ国鉄により内陸コンテナ・デポ（ICD）及び貨物駅（フアタケー駅分岐）が建設され、1996年4月から供用が開始された。バンコク南東約130kmのレムチャバン港との間は鉄道で結ばれ、一日あたり10往復前後のコンテナ貨物列車が運行されている。
また、ラートクラバン内陸コンテナ・デポからは、タイ国鉄東線・南本線を経由してマレー鉄道へ直通し、クアラルンプール近郊のクラン港との間を結ぶ国際コンテナ列車も運行されている。
2006年9月28日には、バンコクのドンムアン空港を上回る巨大な国際空港として、スワンナプーム国際空港が完成した。この新バンコク国際空港は、バンコク中心部から32km東方のサムットプラーカーン県バーンプリー郡にあるが、ラートクラバン区は、この国際空港とバンコク中心部との連絡路にも当たる。そこで、インフラストラクチャー整備に伴って、開発が急速に進行中である。

## おもな施設
- モンクット王工科大学ラートクラバン校
- タイ国有鉄道 : ラートクラバン駅、プラチョムクラオ駅、フアタケー駅、ラートクラバン内陸コンテナ・デポ駅
- ラートクラバン工業団地